# Muhàmmad ibn Man ibn Sumàdih al-Mútassim
Al-Mútassim bi-L·lah wa-l-Wàthiq bi-fadl-Al·lah Abu-Yahya Muhàmmad ibn Man ibn Sumàdih at-Tujibí (àrab: المعتصم بالله والواثق بفضل الله أبو يحيى محمد بن معن بن صمادح التجيبي, al-Muʿtaṣim bi-Llāh wa-l-Wāṯiq bi-faḍl Allāh Abū Yaḥyà Muḥammad b. Maʿn b. Muḥammad ibn Sumādiḥ at-Tujībī), més conegut senzillament com al-Mútassim ibn Sumàidh (1037-1091) fou emir d'Almeria (1051-1091) i un poeta destacat.
Vers el 1051, a la mort del seu pare Abu-l-Àhwas Man ibn Muhàmmad ibn Sumàdih, el va succeir al govern de l'emirat d'Almeria, però es va haver d'enfrontar a la revolta del seu germà Abu Utba Sumàdih ibn Man ibn Sumàdih, que com ell mateix estava casat amb una germana del rei de València Abd-al-Aziz ibn Abi-Àmir; el rebel devia tenir el suport del seu cunyat. No obstant això, Abu-Yahya Muhàmmad es va erigir triomfador vers 1052. Aquesta lluita fou aprofitada pels Banu Labbun de Lorca per a fer-se independents.
Abu-Yahya Muhàmmad va agafar el títol de Muïzz-ad-Dawla, que vol dir 'el que honora a l'estat' o 'el que engrandeix l'estat' i més tard va afegir els làqabs d'al-Mútassim bi-L·lah ('el que es refugia en Déu') i al-Wàthiq bi-fadl Al·lah ('el segur del favor de Déu') i potser el d'ar-Raixid ('el Guia'), que esmenten alguns autors. Fou autor de diverses obres poètiques i patró de literats i savis. Va fer construir palaus i altres obres notables com la kasaba i parcs amb jocs i fruiters. Va tenir conflictes menors amb els emirats veïns de Granada i València, però quan Alfons VI de Castella va ocupar Toledo, no va considerar necessari demanar ajut als almoràvits, tot i que va enviar regals a l'emir d'aquests, Yússuf ibn Taixfín, quan va desembarcar a Algesires el 1088. Va excusar-se per la seva edat avançada l'assistència a la campanya que va acabar a Sagrajas, a la qual va enviar el seu fill Izzat-ad-Dawla, i el 1089 va donar suport al setge d'Aledo, que fou un cert fracàs.
Va morir a Almeria el dijous 15 de maig de 1091. El seu fill Abu-Muhàmmad Abd Al·lah (o Ubayd Al·lah) ibn Muhammad ibn Man ibn Muhàmmad ibn Sumàdih el va succeir.